# Hideaki Okubo
Hideaki Okubo (japanska: 大久保 秀昭) (född 3 juli 1969 i Kiyokawa, Kanagawa, är en japansk idrottare som tog silver i baseboll vid olympiska sommarspelen 1996 i Atlanta. Detta var andra gången som Japan tog medalj sedan baseboll infördes på det olympiska schemat 1992 i Barcelona.